# Orgyia parallela
Orgyia parallela är en fjärilsart som beskrevs av M.Gaede 1932. Orgyia parallela ingår i släktet fjädertofsspinnare, och familjen tofsspinnare. Inga underarter finns listade i Catalogue of Life.